# Paris–Roubaix 2011

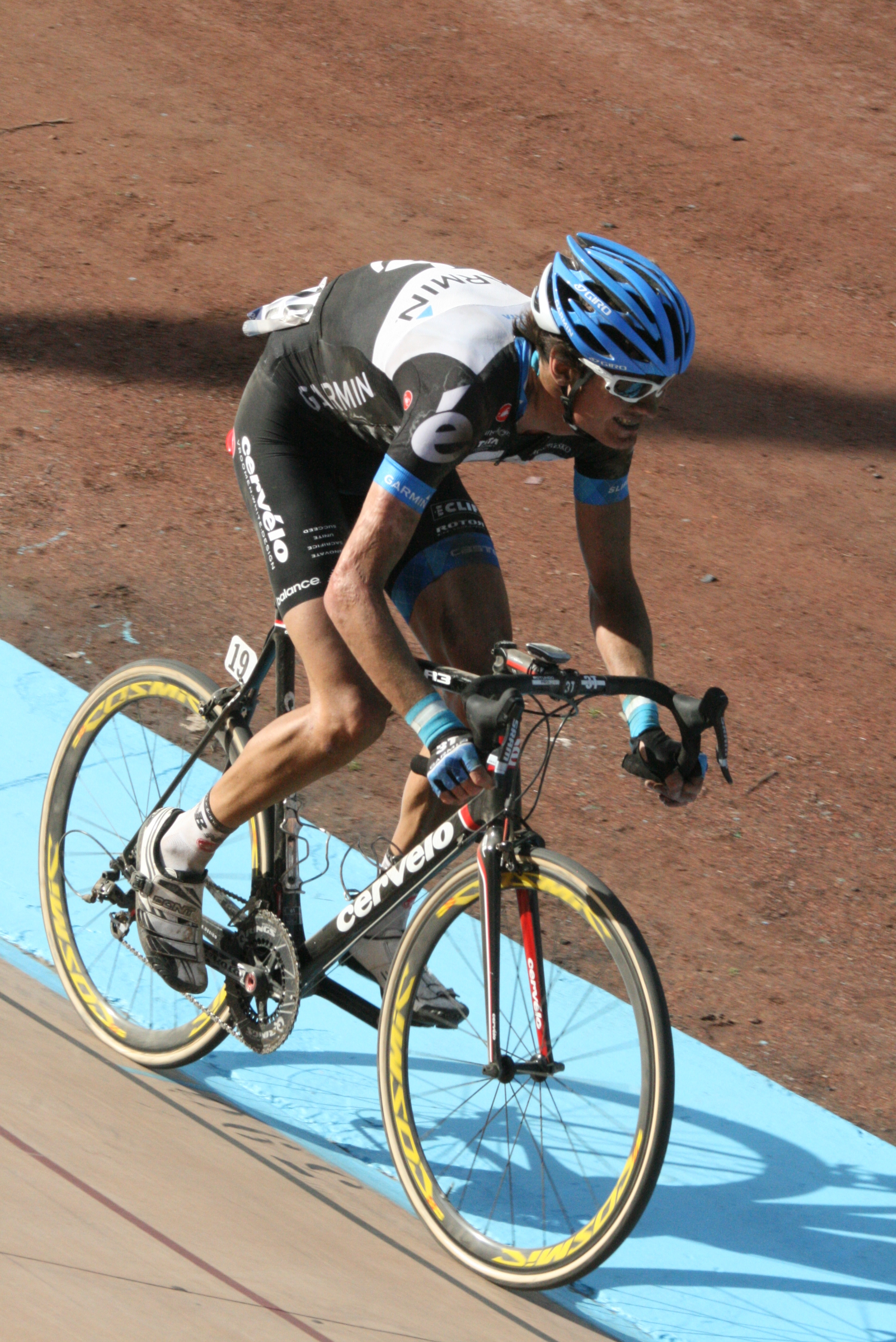
Johan Vansummeren auf den letzten Runden im Vélodrome André-Pétrieux

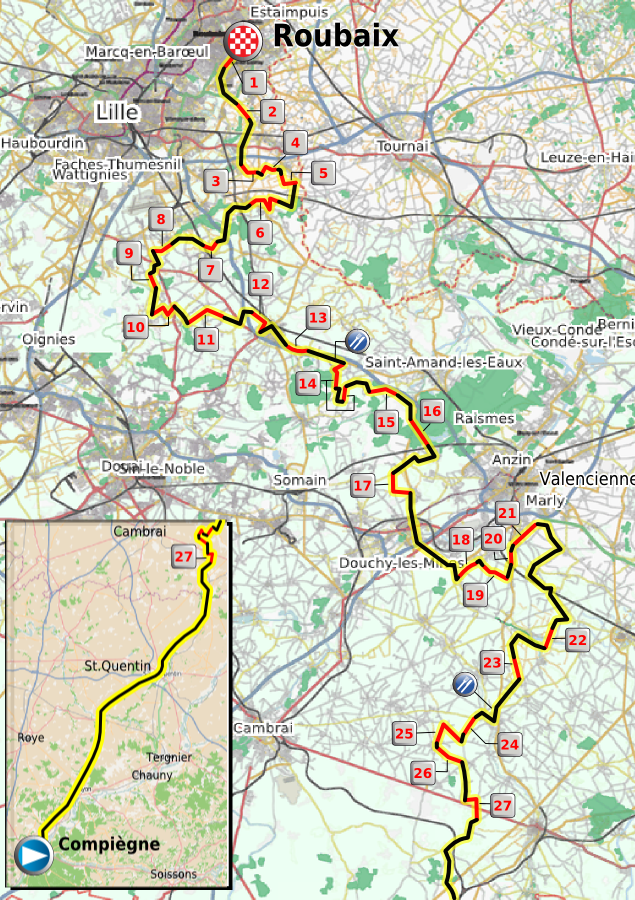
Streckenverlauf 2011

Das Eintagesrennen Paris–Roubaix 2011 war die 109. Austragung des Radsportklassikers und fand am Sonntag, den 10. April 2011, statt. Das Rennen war Teil der UCI WorldTour.
Das Rennen führte von Compiègne, rund 80 Kilometer nördlich von Paris, nach Roubaix, wo es im  Vélodrome André-Pétrieux endete. Die gesamte Strecke war 258 Kilometer lang und führte über 27 Pavé-Sektoren mit einer Länge von 51,5 Kilometern. Der Sieger Johan Vansummeren absolvierte das Rennen mit einer Durchschnittsgeschwindigkeit von 42,1 km/h.
Während  des Rennens herrschte warmes, trockenes Frühlingswetter. Nach dem Wald von Arenberg fuhr Johan Vansummeren mit sechs weiteren Fahrern an eine zehnköpfige Ausreißergruppe heran. Tom Boonen und Sylvain Chavanel fielen durch Reifendefekte zurück, Boonen stürzte zudem und wollte aufgeben, aber seine Teamleitung wies ihn an, weiter zu fahren. Vansummeren hatte den Auftrag, für seinen Garmin-Cervélo-Kapitän Thor Hushovd fahren, der jedoch zurückgeblieben war, so dass Vansummeren auf Sieg fahren konnte. Der Rest der Mannschaft hielt Mitfavorit Fabian Cancellara in Schach. 60 Kilometer vor dem Ziel hatte die führende Gruppe einen Vorsprung von 28 Sekunden auf vier Verfolger, die wiederum 58 Sekunden vor dem Peloton lagen, doch bildete sich schließlich eine führende Gruppe von 21 Fahrern.
Cancellara, der im Hauptfeld fuhr, zog auf dem Pavé-Sektor von Mons-en-Pévèle das Tempo an, so dass die Lücke zur Ausreißergruppe schmolz und das Hauptfeld in viele kleine Gruppen zerfiel. An der Carrefour de l’Arbre fuhr Vansummeren davon, die Versuche von Cancellara und Thor Hushovd, ihn einzuholen, kamen zu spät. Vansummeren fuhr mit einem kleinen Vorsprung in die Radrennbahn von Roubaix ein und gewann das Rennen. Mit Bernhard Eisel platzierte sich erstmals ein Österreicher unter den ersten zehn.
Als Vansummeren die Siegtrophäe in Form eines großen Pflastersteins erhielt, machte er seiner Freundin einen Heiratsantrag. Anstelle eines Verlobungsrings versprach er ihr den Pflasterstein.